# (4737) Kiladze
(4737) Kiladze es un asteroide perteneciente al cinturón de asteroides, descubierto el 24 de agosto de 1985 por Nikolái Stepánovich Chernyj desde el Observatorio Astrofísico de Crimea (República de Crimea).

## Designación y nombre
Designado provisionalmente como 1985 QO6. Fue nombrado Kiladze en honor al astrónomo soviético ruso Rolan Il'ich Kiladze que trabaja en el Observatorio Abastumani. Su investigación se ha centrado en la cosmogonía del sistema solar y la dinámica y astrometría de Plutón, asteroides y satélites artificiales.

## Características orbitales
Kiladze está situado a una distancia media del Sol de 2,695 ua, pudiendo alejarse hasta 2,904 ua y acercarse hasta 2,486 ua. Su excentricidad es 0,077 y la inclinación orbital 4,594 grados. Emplea 1616 días en completar una órbita alrededor del Sol.

## Características físicas
La magnitud absoluta de Kiladze es 12,8. Tiene 8,801 km de diámetro y su albedo se estima en 0,149. Está asignado al tipo espectral L según la clasificación SMASSII.